# Blutengel
I Blutengel sono un gruppo musicale tedesco che si serve di un'estetica fortemente ispirata a quella del movimento gotico. Sono stati fondati dal cantante Chris Pohl.

## Storia
Dopo la separazione dai Seelenkrank, il cantante Chris Pohl lasciò trascorrere un po' di tempo prima di riproporre un progetto musicale molto simile ma con una nuova casa discografica ed un nuovo nome: Blutengel. I testi dei loro brani sono scritti principalmente in tedesco ed in inglese e all'interno dei brani si affiancano voci maschili e femminili che cantano su una base sonora di tipo elettronico. Affrontano tematiche che spaziano su tutti gli aspetti dell'amore, da tragici e romantici amori senza speranza, agli aspetti più carnali del desiderio sessuale, a cui uniscono un look ispirato a suggestioni di tipo vampirico.
Le parti vocali femminili erano originariamente affidate a Kati Roloff e Nina Bendigkeit, che cantarono nel primo album del gruppo, Child of Glass, pubblicato nel 1999. Nonostante il discreto successo riscosso da questo primo lavoro, il gruppo non diede più segnali di sé per i due anni successivi, che dedicarono alla realizzazione dell'album successivo, Seelenschmerz.
Nel frattempo la formazione della band era cambiata: nel 2000 Nina Bendigkeit, fino ad allora la voce principale, riuscì ad affermarsi come fotografa professionista e lasciò il gruppo, venendo quindi sostituita da Kati Roloff come prima voce femminile, mentre come seconda voce fu ingaggiata Gini Martin. Brani come "Children of the Night", "Der Spiegel", "Soul of Ice" resero Seelenschmerz un album di successo, che mancò di poco l'ingresso nella classifica dei 100 album più venduti in Germania. Il gruppo inoltre si esibì per la prima volta dal vivo al Wave Gotik Treffen di Lipsia.
Alla fine del 2001 hanno pubblicato il singolo Black Roses, con Constance Rudert come cantante che ha anche affiancato il gruppo in un'esibizione dal vivo al Dark Storm Festival: si trattò dell'ultima volta in cui il gruppo si è presentato al pubblico con la sua formazione originale poiché Kati e Gini poco dopo abbandonarono per motivi personali, fondando un proprio progetto musicale, Tristesse de la Lune. Le due sono state quindi sostituite appunto dalla Rudert e da Eva Pölzing.
Con la nuova formazione, il successivo album del gruppo, Angel Dust si piazzò al 58º posto della classifica tedesca alla prima settimana e successi come "Angel of the Night" e "Vampire Romance" contribuirono ad aumentare la loro popolarità.
Nel 2004 hanno pubblicato il loro quarto album, Demon Kiss, seguito dal DVD Live Lines nel 2005. Nell'ottobre dello stesso anno però anche Eva Pölzing decise di lasciare per dedicarsi a stusi e progetti personali, venendo sostituita da Ulrike Goldmann (ex-Say-Y) prima della pubblicazione degli EP The Oxidising Angel e My Saviour

## Formazione

### Formazione attuale
- Chris Pohl - voce, programmazione, e testi
- Ulrike Goldmann - voce e testi
- Jenny - (dal 2010) Live visual concept e performance
- Maria Rehfeld - (dal 2010) Live visual concept e performance
- Viki Scarlet - (dal 2010) Performance

### Ex componenti
- 1998-2000: Nina Bendigkeit (presente anche negli album dei Seelenkrank- Ora membro di un nuovo progetto chiamato Formalin)
- 1998-2002: Kati Roloff (ha fatto parte di Tristesse de la Lune con Gini ma ha lasciato all'inizio del 2007)
- 2001-2006: Constance Rudert - voce, testi ed estetica
- 2000-2002: Gini Martin (attualmente Tristesse de la Lune)
- 2002-2005: Eva Pölzing
- 2001-2009: Sonja Semmler - Performance dal vivo

## Discografia

### Album
- 1999: Child of Glass
- 2001: Seelenschmerz
- 2002: Angel Dust
- 2004: Demon Kiss
- 2007: Labyrinth
- 2009: Schwarzes Eis
- 2011: Tränenherz
- 2013: Monument
- 2015: Omen
- 2017: Leitbild
- 2019: Un:Gott
- 2021: Erlösung - The Victory Of Light
- 2023: Un:Sterblich - Our Souls Will Never Die
- 2025: Dämonen:Sturm

Seelenschmerz, Angel Dust, Demon Kiss e Labyrinth sono stati pubblicati anche in edizione limitata con scatola rigida comprendente un CD extra, un booklet speciale, adesivi e cartoline.

### EP
- 2005: The Oxidising Angel
- 2009: Redemption
- 2009: Behind The Mirror
- 2009: Soultaker
- 2011: Nachtbringer
- 2015: In Alle Ewigkeit
- 2017: Black
- 2019: Demons Of The Past
- 2019: Damokles
- 2021: Fountain Of Destiny
- 2021: A World Beyond

### DVD
- 2005: Live Lines
- 2008: Moments Of Our Live
- 2011: Nachtbringer & Tränenherz Live
- 2013: Once in a Lifetime
- 2017: A Special Night Out: Live & Acoustic in Berlin
- 2018: Live im Wasserschloss Klaffenbach

### Compilations
- 2014: Black Symphonies (An Orchestral Journey)
- 2016: Nemesis: The Best of & Reworked (2CD)

### Singoli
- 2001: Bloody Pleasures
- 2001: Black Roses
- 2002: Vampire Romance
- 2003: Forever
- 2004: Mein Babylon (Stendal Blast & Blutengel)
- 2004: No Eternity
- 2006: My Saviour
- 2007: Lucifer (Purgatory)
- 2007: Lucifer (Blaze)
- 2008: Winter Of My Life (Online single)
- 2008: Dancing In The Light (Forsaken)
- 2008: Dancing In The Light (Solitary)
- 2010: Promised Land
- 2011: Reich Mir Die Hand
- 2011: Über Den Horizont
- 2012: Save Our Souls
- 2013: You Walk Away
- 2013: Kinder Dieser Stadt
- 2014: Krieger
- 2014: Asche zu Asche
- 2015: Sing
- 2016: Complete
- 2017: Lebe Deinen Traum
- 2018: Surrender to the Darkness
- 2018: Vampire
- 2019: Am Ende der Zeit
- 2019: Morningstar
- 2020: Wir sind Unsterblich
- 2020: Obscured (con Hocico)
- 2020: Nothing But A Void (con Massive Ego)
- 2021: Nobody´s Diary
- 2021: Forever Young
- 2021: The Victory of Light
- 2021: Wie Sand
- 2021: Wir sind das Licht
- 2021: Our Souls Will Never Die
- 2022: Dark History
- 2023: Tief

### Brani pubblicati solo su raccolte
- 1998: Awake the Machines Vol. 2 – Love
- 2000: Machineries of Joy – Fairyland (Female Version)
- 2001: Orkus Collection 2 - Hold Me (Just For This Night)
- 2002: Fear Section Vol. 1 – Weg Zu Mir (Shicksals-Version 2002)
- 2002: Machineries of Joy Vol. 2 - Waiting For You
- 2003: Machineries of Joy Vol. 3 – Falling
- 2006: Machineries of Joy Vol. 4 – Misery
- 2008: Awake The Machines Vol.6 - Born Again
- 2010: Electrostorm Vol.2 - Soultaker
- 2011: Awake The Machines Vol.7 - Death is Calling (Exclusive ATM Remix)
- 2012: Machineries of Joy Vol.5 - A Place Called Home
- 2012: Electrostorm Vol.3 - Anders Sein
- 2013: Electrostorm Vol.4 - When I Feel You
- 2014: Electrostorm Vol.5 - Krieger
- 2015: Electrostorm Vol.6 - Not Me (Leave In Silence)
- 2016: Electrostorm Vol.7 - Soul Of Ice (ReWorked)
- 2017: Electrostorm Vol.8 - Gott:Glaube